# Квятковський Андрій Васильович
Андрій Васильович Квятковський (нар. 2 лютого 1990, Калуш, Івано-Франківська область, Україна) — український борець вільного стилю, учасник Олімпійських ігор 2012 та 2016 років.

## Спортивні результати на міжнародних змаганнях

### Виступи на Олімпіадах
| Змагання                    | Збірна  | Вагова категорія | Місце |
| --------------------------- | ------- | ---------------- | ----- |
| Літні Олімпійські ігри 2012 | Україна | 66 кг            | 13    |
| Літні Олімпійські ігри 2016 | Україна | 65 кг            | 13    |

### Виступи на Європейських іграх
| Змагання              | Збірна  | Вагова категорія | Місце |
| --------------------- | ------- | ---------------- | ----- |
| Європейські ігри 2015 | Україна | 65 кг            | 17    |